# Серебряков Олександр Михайлович
Олекса́ндр Миха́йлович Серебряко́в — начальник 409-го військового госпіталю, Військово-медичний клінічний центр Центрального регіону, полковник медичної служби.

## Життєпис
З 1986 року працює у військовому шпиталі в/ч А1065. 1989 року закінчив Томський медичний інститут, військово-медичний факультет. З 2010 року — начальник госпіталю.

## Нагороди
За особисту мужність і героїзм, виявлені у захисті державного суверенітету та територіальної цілісності України, вірність військовій присязі під час бойових дій та при виконанні службових обов'язків, відзначений —
- 13 серпня 2015 року — почесним званням заслуженого лікаря України.